# Coneysthorpe
Coneysthorpe is een civil parish in het bestuurlijke gebied Ryedale, in het Engelse graafschap North Yorkshire. In 2001 telde het dorp 80 inwoners.